# آرتلسهایم
آرتلسهایم (به فرانسوی: Artolsheim) یک کمون در فرانسه با جمعیت ۹۱۰ نفر است که در Canton of Marckolsheim واقع شده‌است.